# Arnoldsweilerstraße (Düren)

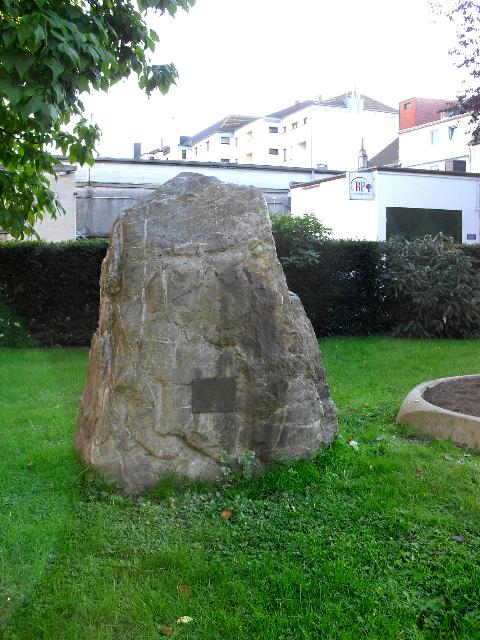
Gedenkstein auf dem ehemaligen jüdischen Friedhof

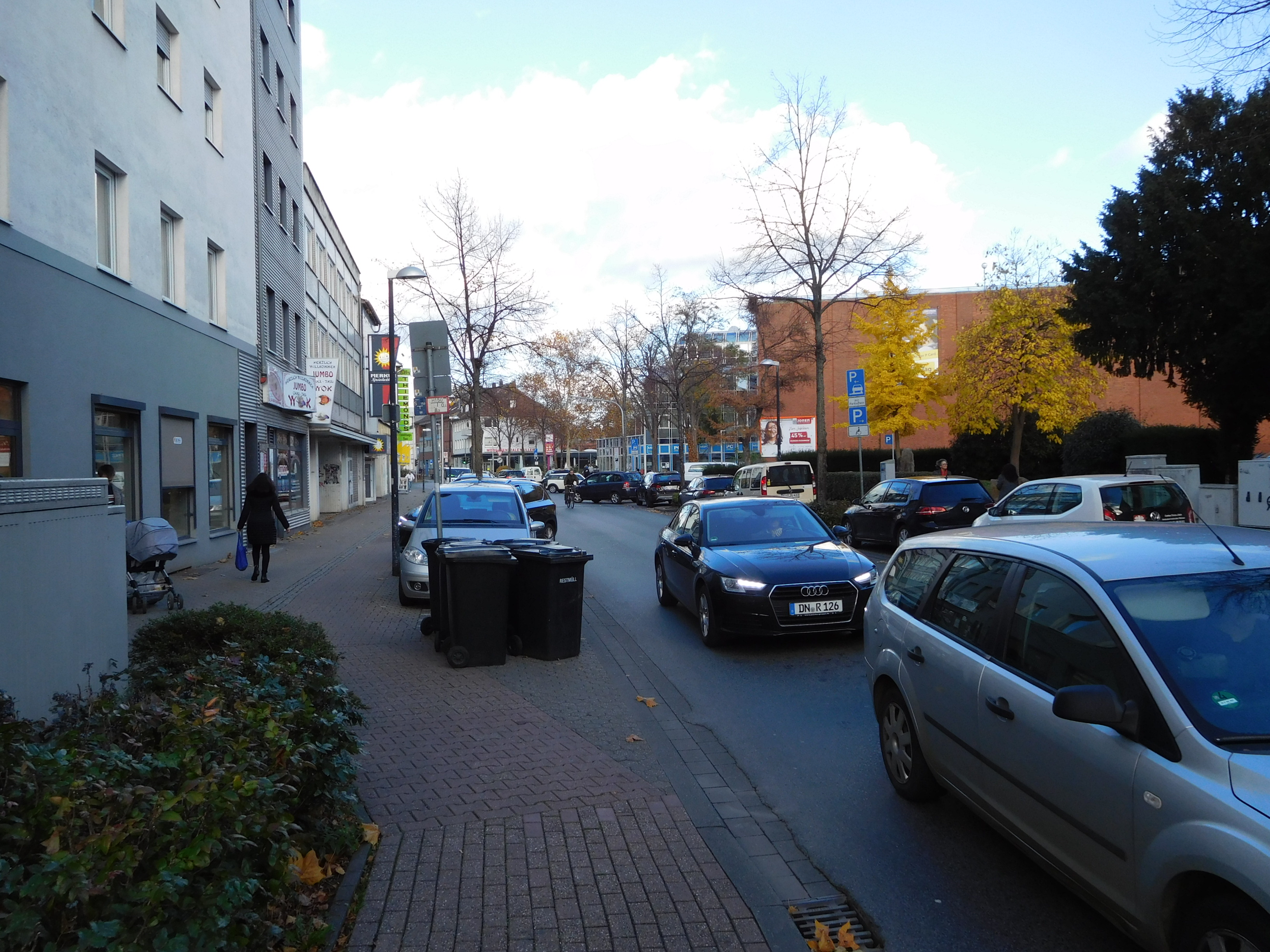
Arnoldsweilerstraße

Die Arnoldsweilerstraße in der nordrhein-westfälischen Kreisstadt Düren ist eine alte Innerortsstraße. Sie verbindet die Josef-Schregel-Straße mit der Schoellerstraße.

## Verlauf
Am Beginn der Arnoldsweilerstraße, kurz hinter der Einmündung der Josef-Schregel-Straße, befindet sich der von 1551 bis 1888 belegte alte jüdische Friedhof. Direkt neben der kleinen Grünanlage mit einem Grabstein und einem Gedenkstein steht jetzt ein Parkhaus.
Im weiteren Verlauf befinden sich das Zollgebäude, das Stadtmuseum, die Stadtwerke Düren, ein Ärztehaus sowie mehrere Geschäfte.

## Geschichte
In seinem Stadtplan von 1634 zeigt Wenzel Hollar die vor dem Wirteltor gelegenen „Wieler Benden“, von denen rechts vom „Weg nach Gülich“ (Josef-Schregel-Straße) der „Arnoldis Wieler Weg“ abzweigte. Vom Haus Klein Colln, auch als Quirinuskapelle beschrieben, die in der Arnoldsweilerstraße gestanden hatte, waren 1835 nur noch Fundamentreste vorhanden. 1863 begann der Ausbau der Straße. Die Wirteltränke wurde 1866 verlegt und eingefriedigt.